# Stanislav Franc
Stanislav Franc (22. listopadu 1928, Vendryně – 3. listopadu 2000 Praha) byl český architekt. Navrhoval především v brutalistickém slohu. Byl autorizovaný Českou komorou architektů, členství zaniklo z důvodu úmrtí.

## Dílo

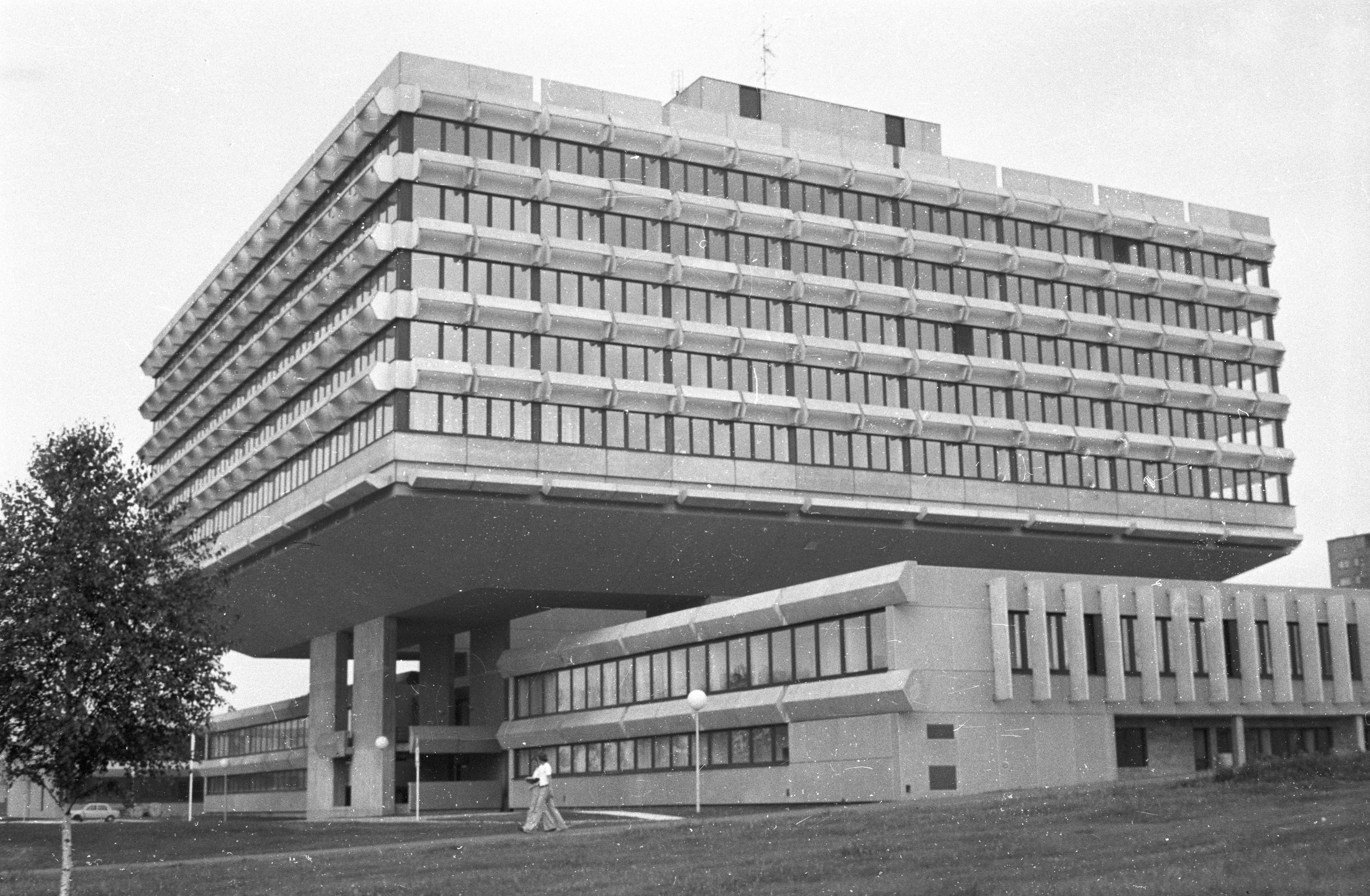
Budova Koospol v Praze (dnes Cube)

Stanislav Franc je autorem následujících staveb:
- studentské koleje Strahov (1965), Praha
- obchodní Dům dětské knihy nakladatelství Albatros (1969), Praha (nároží ulic Národní a Na Perštýně)[4]
- bytová výstavba na sídlišti (1971), Vlašim
- budova základní školy Vorlina (1976), Vlašim
- budova Koospol (1977), Praha (dnes Cube Office Center)
- hotel Atrium (1989), Praha (dnes hotel Hilton)